# Dogm
Dogm (av den klassiska grekiskans δόγμα, 'dogma', ) betecknar en bindande formulering av en religiös sanning. Dogm används också i betydelsen verksamhetsförklaring, inriktning och koncept i icke-religiösa sammanhang, exempelvis inom politiken.

## Religiös dogmatism
I romersk-katolska kyrkan uppfattas en dogm som det kyrkliga läroämbetets normgivande utläggning av den gudomliga uppenbarelsen. Dessa handlar uteslutande om tron och moralläran, och är grundpelare och måste bejakas av alla katoliker. De kyrkliga besluten anses ha skett med den Helige Andes hjälp, och är därför ofelbara. Detsamma gäller påvliga uttalanden som skett ex cathedra.

## Ideologisk dogmatism
Ideologisk dogmatism eller politisk dogmatism betecknar en bindande formulering av en ideologisk eller politisk sanning. En individ som är dogmatisk i sin världsåskådning kan inte tänka sig något annat än att dennes egen uppfattning är den korrekta.